# Le conseguenze di un bacio
Le conseguenze di un bacio (His Butler's Sister) è un film di Frank Borzage del 1943

## Trama
Ann Carter vorrebbe diventare una cantante e quando va a New York da suo fratello Martin, maggiordomo di un compositore, trova lavoro come cameriera e ne approfitta per intrecciare una storia d'amore con il datore di lavoro.

## Colonna sonora
Deanna Durbin canta "Nessun dorma" dalla Turandot di Giacomo Puccini.